# 웰다잉연극단
웰다잉연극단은 대전광역시 유성구와 대한 노인회 유성구지회가 노인들에게 생명의 소중함을 느끼게 하고, 삶의 활력을 찾아주기 위한 사업으로 건강도시 조성을 목적으로 평균 연령 73세의 어르신 10명으로 구성된 노인 연극단이다. 2014년 6월부터 매주 2회(화, 목) 경로당에서 공연을 하는데 유성구청은 서울 종로구 AW컨벤션센터에서 열린 '8회 대한민국건강도시협의회 정기총회'에서  '우수상'을 받았다.